# Bradysia parasita
Bradysia parasita är en tvåvingeart som beskrevs av Franz Lengersdorf 1933. Bradysia parasita ingår i släktet Bradysia och familjen sorgmyggor. Inga underarter finns listade i Catalogue of Life.